# Nyazeelandskrake
Nyazeelandskrake (Mergus australis) är en utdöd andfågel i familjen änder som tidigare förekom i Nya Zeeland.

## Förekomst och utdöende
Fågeln förekom i historisk tid i Aucklandöarna utanför Nya Zeeland, men subfossila lämningar visar att arten tidigare var vida spridd även på Sydön och Stewartön. Den sista observationen var av ett par som sköts 1902. 1909 gjordes efterforskningar utan resultat, likaså 1972–1973. Idag kategoriseras den av internationella naturvårdsunionen IUCN som utdöd. Orsaken till dess utdöende var troligen en kombination av jakt och introducerade katter, råttor, hundar och grisar som dödade fåglar eller åt upp deras ägg.

## Utseende
Nyazeelandskraken var en 58 centimeter lång fågel, i det närmaste lik en honfärgad småskrake (Mergus serrator). Det tofsprydda huvudet var brunaktigt, strupe och halsens framsida rostfärgade och ryggen brunsvart med gråkantade fjädrar. Vidare var kroppsidorna grå, undersidan ojämnt bandad i grått och vitt och på vingarna syntes en dubbel vit fläck. Könen liknade varandra, men hanen var större och hade längre näbb och tofs. Vingarna var kortare än hos andra skrakar, men den kunde flyga, trots felaktiga rapporter om motsatsen.

## Ekologi
Fågeln förekom i sötvatten och bräckvatten i bäckar och flodmynningar, tillfälligtvis längre ut i saltvattensvikar. Den tros ha livnärt sig av sötvattensräkor, men detta är inte bekräftat. Varken boplats, bo eller kullens storlek har beskrivits. I december månad har fyra sju till tio dagar gamla andungar påträffats.

## Namn
Fågeln har på svenska även kallats sydskrake.